# 魯本·拉古斯
恩斯特·魯本·拉古斯（瑞典語：Ernst Ruben Lagus，1896年10月12日—1959年7月15日）是一位芬蘭陸軍將領，最高軍階為少將，以在繼續戰爭中負責指揮裝甲師而聞名。
拉古斯為獵兵運動的一員，也是首位曼納海姆十字勳章的獲得者。早年以志願者身份參與了第一次世界大戰東線，隸屬於第27普魯士皇家獵兵營，而後在芬蘭內戰中擔任營長；並在冬季戰爭中擔任補給官。繼續戰爭期間，拉古斯負責指揮一個裝甲旅（後來擴編為師），該單位在具有戰爭決定性的塔利-伊漢塔拉戰役中發揮了關鍵作用。

## 生平

### 早年生活
恩斯特·魯本·拉古斯於1896年10月12日出生在芬蘭大公國海門科斯基，父親亞歷山大·加布里埃爾·拉古斯，母親是艾瑪·瑪蒂爾達·貝爾曼（Emma Matilda Bellman）。拉古斯參與獵兵運動，以志願者身份在德國接受軍事訓練，其後芬蘭志願者組成第27普魯士皇家獵兵營，在東線為德軍作戰。拉古斯曾參加米薩、里加灣和利耶盧佩河地區的數場戰鬥。
拉古斯於1918年2月25日返回芬蘭，加入芬蘭內戰白軍一方，擔任營長和團副官，並曾參加坦佩雷、庫奧卡拉和奧利拉的戰鬥。

### 軍隊生涯
內戰結束後，從1918年到1927年，拉古斯在各單位擔任連長。他於1919年晉升為上尉，並於1924年晉升為少校。1927年和1928年，他指揮第3自行車營，隨後於1928年到1929年擔任士官學校指揮官，並於1929年到1933年在芬蘭軍官學校擔任軍官學員連的指揮官。
1933年，拉古斯被任命為補給營（後來為團）的指揮官，一直擔任該職位直到1939年末，後於冬季戰爭擔任地峽軍團的補給長。拉古斯於1940年晉升為上校，在「臨時和平」時期被授予自行車旅和後來的獵兵旅的指揮權。
在繼續戰爭中，芬蘭與德國一同進攻蘇聯。拉古斯率領第1獵兵旅參與入侵拉多加卡累利阿的行動，該部隊是芬蘭陸軍歷史上首個有規模的裝甲部隊。拉古斯部是首批跨越戰前芬蘭與蘇聯邊界的芬軍部隊，之後又入侵東卡累利阿，一路推進到斯維里河和彼得羅扎沃茨克一帶。在此攻勢階段初期，拉古斯曾短暫指揮第5師，但因芬軍總司令卡爾·古斯塔夫·埃米爾·曼納海姆元帥的決定，職位由伊爾馬里·卡爾胡接替。1941年，拉古斯晉升少將，並於1941年7月22日獲得芬軍第一個曼納海姆十字勳章。
從1942年到1944年繼續戰爭結束，拉古斯指揮裝甲師，第1獵兵旅也隸屬於該師。1944年蘇聯維堡-彼得羅扎沃茨克攻勢開始後，他的師參與了具有重大影響的塔利-伊漢塔拉戰役，該戰役擊退了蘇聯的戰略攻勢，為芬蘭退出戰爭鋪平了道路。
在結束芬蘭與蘇聯戰爭的莫斯科停戰協定簽訂後，拉古斯在拉普蘭戰爭中率領名為「拉古斯支隊」的部隊，與其他芬軍將剩餘的德國軍隊從拉普蘭地區驅逐。從1945年起，拉古斯擔任第2師指揮官，直到1947年退役。

### 晚年
退休後，拉古斯成為洛赫亞作物（Lohjan Sato Oy）的執行長，在洛赫亞地區建造保障性住房。他也將園藝作為愛好。拉古斯於1959年7月15日在洛赫亞逝世。
拉古斯結過兩次婚。第一次婚姻與奧爾加·約翰娜（珍妮）·拉姆齊（Olga Johanna (Jane) Ramsay）結婚，婚期1921年到1927年，第二任則於1935年與肯尼·克莉絲汀·埃米莉亞·加德（Kenny Christine Emilia Gadd）結婚，兩次婚姻共育有六個孩子。

## 榮譽
- 芬蘭：帶星一級自由十字勳章（英语：Order of the Cross of Liberty）
- 芬蘭：二級曼納海姆十字勳章
- 芬蘭：一級自由十字勳章
- 芬蘭：二級自由十字勳章
- 芬蘭：四級帶劍自由十字勳章
- 芬蘭：騎士級芬蘭白玫瑰勳章
- 芬蘭：自由戰爭紀念章附扣
- 芬蘭：冬季戰爭紀念章
- 芬蘭：獵兵徽章
- 預備役軍官聯盟金質功績章
- 納粹德國：一級鐵十字勳章
- 納粹德國：二級鐵十字勳章
- 納粹德國：世界大戰榮譽十字勳章
- 瑞典：一級司令級劍勳章（英语：Order of the Sword）

## 註腳
1. ↑  Tuunainen（2015年），第91页
2. 1 2 3 4 5 6 7 8 9  Uola（2015年）
3. 1 2 3 4 5 6  Nenye等（2016年），第86页
4. ↑  Leskinen & Juutilainen（2005年），第1072页
5. ↑  Nenye等（2016年），第63页
6. ↑  Leskinen & Juutilainen（2005年），第941页
7. ↑  Leskinen & Juutilainen（2005年），第930–942页
8. ↑  Leskinen & Juutilainen（2005年），第1120–1121页